# Joseph P. Allen
Pour les articles homonymes, voir Allen et Joe Allen.
Joseph Persival Allen IV dit Joe Allen est un astronaute américain né le 27 juin 1937.

## Vols réalisés
Joseph Allen avait été prévu comme membre de l'équipage de réserve de la mission Apollo 18, finalement annulée par la NASA.
- 11 novembre 1982 : Columbia STS-5
- 8 novembre 1984 : Discovery STS-51-A

## Joseph Allen raconte…
« Quand le moteur s’est tu, je me suis détaché de mon siège et j’ai commencé à flotter. Je savais que nous étions en orbite […]. J’ai regardé par le hublot et n’ai pu en croire mes yeux. Le soleil ruisselait et le regard plongeait dans l’océan Atlantique. Je les ai regardés tous les trois en train d’effectuer le compte à rebours du système de manœuvre orbitale et j’ai pensé : « Mais comment pouvez-vous faire cela ? Regardez plutôt dehors ! » ».